# ساتشسينرينج

المسار

ساتشسينرينج (بالألمانية: Sachsenring) هي حلبة سباق تقع في هوينشتاين-إرنستال قرب كيمنتس في ولاية ساكسونيا الألمانية. تستضيف جائزة ألمانيا الكبرى للدراجات النارية التي تقام بشكل سنوي وينظمها الاتحاد الدولي للدراجات النارية ضمن بطولة العالم لسباق الجائزة الكبرى للدراجات النارية. أقيم أول سباق على الحلبة في 26 مايو 1927. يبلع طولها 3.7 كيلومتر (2.29 ميل).